# Orientallactaga
Orientallactaga is een geslacht van zoogdieren uit de familie van de jerboa's (Dipodidae). De wetenschappelijke naam van het geslacht werd in 1984 gepubliceerd door Shenbrot.

## Soorten
Er worden 3 soorten in dit geslacht geplaatst:
- Orientallactaga balikunica Hsia & Fang, 1964
- Orientallactaga bullata G. M. Allen, 1925 – Gobipaardenspringmuis
- Orientallactaga sibirica (Forster, 1778) – Siberische paardenspringmuis